# Districte administratiu del Seeland
El districte administratiu del Seeland és un dels 10 districtes administratius del Cantó de Berna a Suïssa.
Es tracta d'un districte germanòfon i com la resta fou creat el dia 1 de gener de 2010 a partir de quatre antics districtes, concretament el de Erlach i parts dels de Aarber i municipis dels de Büren i de Nidau.
El municipi de Aarberg és el cap del nou districte, que compta amb un total de 46 municipis i una població de 67209 habitants (a 31 de desembre de 2008), per a una superfície de 334,7 km².

## Llista de municipis
| Escut                   | Municipi                | Habitants (31 de desembre de 2008) | Superfície en km² |
| ----------------------- | ----------------------- | ---------------------------------- | ----------------- |
| Aarberg                 | Aarberg                 | 3963                               | 7.9               |
| Ins                     | Anet                    | 3133                               | 23.9              |
| Arch                    | Arch                    | 1560                               | 6.4               |
| Bangerten               | Bangerten               | 161                                | 2.2               |
| Bargen                  | Bargen                  | 986                                | 7.9               |
| Brüttelen               | Brüttelen               | 592                                | 6.6               |
| Büetigen                | Büetigen                | 791                                | 3.6               |
| Bühl                    | Bühl                    | 427                                | 3.0               |
| Büren an der Aare       | Büren an der Aare       | 3220                               | 12.7              |
| Busswil bei Büren       | Busswil bei Büren       | 1931                               | 3.1               |
| Erlach                  | Erlach                  | 1146                               | 3.5               |
| Gampelen                | Champion                | 772                                | 10.8              |
| Diessbach bei Büren     | Diessbach bei Büren     | 873                                | 6.3               |
| Dotzigen                | Dotzigen                | 1346                               | 4.3               |
| Epsach                  | Epsach                  | 348                                | 3.4               |
| Finsterhennen           | Finsterhennen           | 470                                | 3.6               |
| Gals                    | Gals                    | 708                                | 7.9               |
| Grossaffoltern          | Grossaffoltern          | 2823                               | 15.1              |
| Hagneck                 | Hagneck                 | 412                                | 1.8               |
| Hermrigen               | Hermrigen               | 238                                | 3.5               |
| Jens                    | Jens                    | 662                                | 4.6               |
| Kallnach                | Kallnach                | 1513                               | 10.6              |
| Kappelen                | Kappelen                | 1194                               | 10.9              |
| Leuzigen                | Leuzigen                | 1188                               | 10.3              |
| Lüscherz                | Lüscherz                | 530                                | 5.4               |
| Lyss                    | Lyss                    | 11423                              | 11.8              |
| Meienried               | Meienried               | 52                                 | 0.7               |
| Merzligen               | Merzligen               | 402                                | 2.3               |
| Müntschemier            | Müntschemier            | 1276                               | 4.9               |
| Niederried bei Kallnach | Niederried bei Kallnach | 286                                | 4.6               |
| Oberwil bei Büren       | Oberwil bei Büren       | 797                                | 6.7               |
| Radelfingen             | Radelfingen             | 1178                               | 14.7              |
| Rapperswil              | Rapperswil              | 2120                               | 18.2              |
| Ruppoldsried            | Ruppoldsried            | 264                                | 2.2               |
| Rüti bei Büren          | Rüti bei Büren          | 810                                | \|6.5             |
| Schüpfen                | Schüpfen                | 3374                               | 19.8              |
| Seedorf                 | Seedorf                 | 2989                               | 20.9              |
| Siselen                 | Siselen                 | 579                                | 5.5               |
| Studen                  | Studen                  | 2705                               | 2.7               |
| Täuffelen               | Täuffelen               | 2537                               | 4.4               |
| Treiten                 | Treiten                 | 412                                | 4.7               |
| Tschugg                 | Tschugg                 | 427                                | 3.3               |
| Vinelz                  | Vinelz                  | 822                                | 4.6               |
| Walperswil              | Walperswil              | 878                                | 7.0               |
| Wengi                   | Wengi                   | 615                                | 7.1               |
| Worben                  | Worben                  | 2276                               | 2.8               |
|                         | Total: 46               | 67.209                             | 334,7             |